# Oman
Oman, službeno Sultanat Oman je država na jugoistočnoj obali Аrapskog poluotoka u jugozapadnoj Aziji. Na istoku i jugu izlazi na Arapsko more, a na sjeveroistoku na Omanski zaljev. Graniči na jugozapadu s Jemenom, na zapadu sa Saudijskom Arabijom, te na sjeverozapadu s Ujedinjenim Arapskim Emiratima.

## Zemljopis
Većinu zemlje zauzima ravna pustinja, a planinski lanci nalaze se duž obale na sjeveru (najviši vrh zemlje, Šams, 2.980 m) i jugu. Omanu pripada i eksklava Musandam, odvojena od ostatka zemlje teritorijem UAE, koja zauzima strateški važan položaj na južnoj obali Hormuškog tjesnaca na ulazu u Perzijski zaljev.

## Povijest
Oman je stoljećima bio važno trgovačko središte. Godine 1508. Portugalci su zauzeli glavnu luku, Muscat i držali je do dolaska Osmanlija 1659. Turci su istjerani 1741. kad je Ahmed ibn Said osnovao sadašnju vladarsku dinastiju.
U početku 19. stoljeća, Oman je izrastao u značajnu regionalnu silu s posjedima u Beludžistanu i Zanzibaru. Od 1891. do 1971. bio je britanski protektorat. Godinu dana prije odlaska Britanaca sultan Qaboos bin Said Al Said zbacio je svog oca, Saida ibn Taimura, nakon čega je započeo modernizaciju zemlje, a 1996. i ograničenu demokratizaciju.

## Stanovništvo
Islam je najzastupljenija religija. Oman je jedina islamska zemlja u kojoj dominira Ibadi Islam, različit od sunitskog i šijitskog. 
Arapski odnosno njegov lokalni dijalekt je jezik većine stanovništva. Uz arapski, u širokoj je upotrebi i belučki jezik iz iranske porodice jezika. Velik broj stanovnika su strani državljani na radu u industriji nafte. 43% stanovništva mlađe je od 15 godina, dok oko 50% stanovništva države živi u glavnom gradu Muscatu. Oman ima multietničko stanovništvo koje je rezultat imperijalne prošlosti. 

## Gospodarstvo
Omansko gospodarstvo ovisno je o izvozu sirove nafte. Prihodi od prodaje nafte omogućili su izgradnju infrastrukture i poboljšanje socijalnog standarda nekoć siromašne i zaostale zemlje. BDP je u 2022. bio procijenjen na 35.286 USD po glavi stanovnika, mjereno po PPP-u.

## Vanjske poveznice
Sestrinski projekti
|  | Zajednički poslužitelj ima stranicu o temi Oman    |
|  | Zajednički poslužitelj ima još gradiva o temi Oman |
|  | Wječnik ima rječničku natuknicu Oman               |